# Várnai Jenő
Várnai Jenő, született Weinstein Jakab, névvariánsa: Várnay (Debrecen, 1872. január 8. – Budapest, Józsefváros, 1961. május 10.) magyar színművész.

## Élete
Weinstein Dávid és Reiner Golde fia. Középiskolai tanulmányait szülővárosában végezte, majd a Színművészeti Akadémiára járt. Pályáját a Népszínházban kezdte, ahova Porzsolt Kálmán szerződtette. 1900 és 1903 között Kassán, 1903 és 1905 között Pozsonyban, majd 1905-től 1921-ig Aradon játszott. 1921–1924 között a Renaissance Színház, majd 1924-től 1927-ig a Magyar Színház, 1927-től 1929-ig a Belvárosi Színház tagja volt. Ezután nyugalomba vonult, de még fellépett 1930-ban a Magyar Színházban, 1931-ben a Belvárosi és a Fővárosi Operettszínház, 1933-34-ben a Bethlen-téri, 1934-ben a Király, 1938-ban a Művész Színházban. 1939 és 1944 között a zsidótörvények miatt csak az OMIKE Művészakció színpadán szerepelhetett. Ez utóbbi helyen játszott Bálint Lajos Támár című színjátékában, Szomory Dezső Takáts Alice című művében és Szép Ernő Aranyóra című meséjében is. A második világháború után a Szabad Színházban és 1947-ig a Magyar Színházban játszott.

## Magánélete
Házastársa Deutsch Klotild (1880–1960) volt, Deutsch Adolf és Márkus Adél lánya, akit 1900. július 8-án Budapesten, a Józsefvárosban vett nőül.
Gyermekei
- Várnai László István (1901–?) banktisztviselő. Második felesége Müller Margit (1896–1957) volt.
- Várnai Piroska (1907–1970). Férje Faragó József volt.

## Szerepei

### Főbb színházi szerepei
- Shakespeare: Hamlet – Polonius
- Herczeg Ferenc: Ocskay brigadéros – Pyber
- Herczeg Ferenc: A három testőr – Pollacsek
- Molière: A fösvény – Harpagon
- Szabó Zoltán: Cifra nyomorúság – Csorna
- Katona József: Bánk bán – Tiborc
- Maxim Gorkij: Éjjeli menedékhely – Luka

### Filmszerepei
- A mozikirály (1913) – Varju
- Tavaszi zápor (1932) – kávéházi törzsvendég, orvos
- Piri mindent tud (1932) – kanáritulajdonos